# Zosterogrammidae
Zosterogrammidae é uma família exinta de milípedes , contendo três géneros, cada um com uma única espécie. Os fósseis são conhecidos desde a República Checa, Escócia e EUA. Zosterogrammidae é a única família da ordem Zosterogrammida.

## Descrição
Zosterogrammida têm cabeças largas,  20 a 32 segmentos no corpo, com o corpo, afunilado em direcção à cabeça e cauda. As armaduras dorsais de cada segmento são muito largas e a parte traseira de cada segmento é ornamentada com linhas. O tamanho varia entre 26 milímetros (1,0 pol) e 55 milímetros (2,2 pol) de comprimento. Proporcionalmente, são parecidos com os Polyzoniida.

## Taxonomia e distribuição
Zosterogrammidae possui a sua própria ordem, Zosterogrammida. Zosterogrammida é considerado ter incertae sedis (posição incerta) dentro da subclasse de milípedes Chilognatha.
Família †Zosterogrammidae Wilson, 2005
Casiogrammus ichthyeros Wilson, 2005 - Lanarkshire, Escócia; Wenlock (Siluriano)
Purkynia lata Fritsch, 1899 - Nýřany, República checa; Vestefália (Carbonífero Superior)
Zosterogrammus stichostethus Wilson, 2005 - Illinois, EUA; Pennsylvanian (Carbonífero Superior)